# Domaine d'Imabari

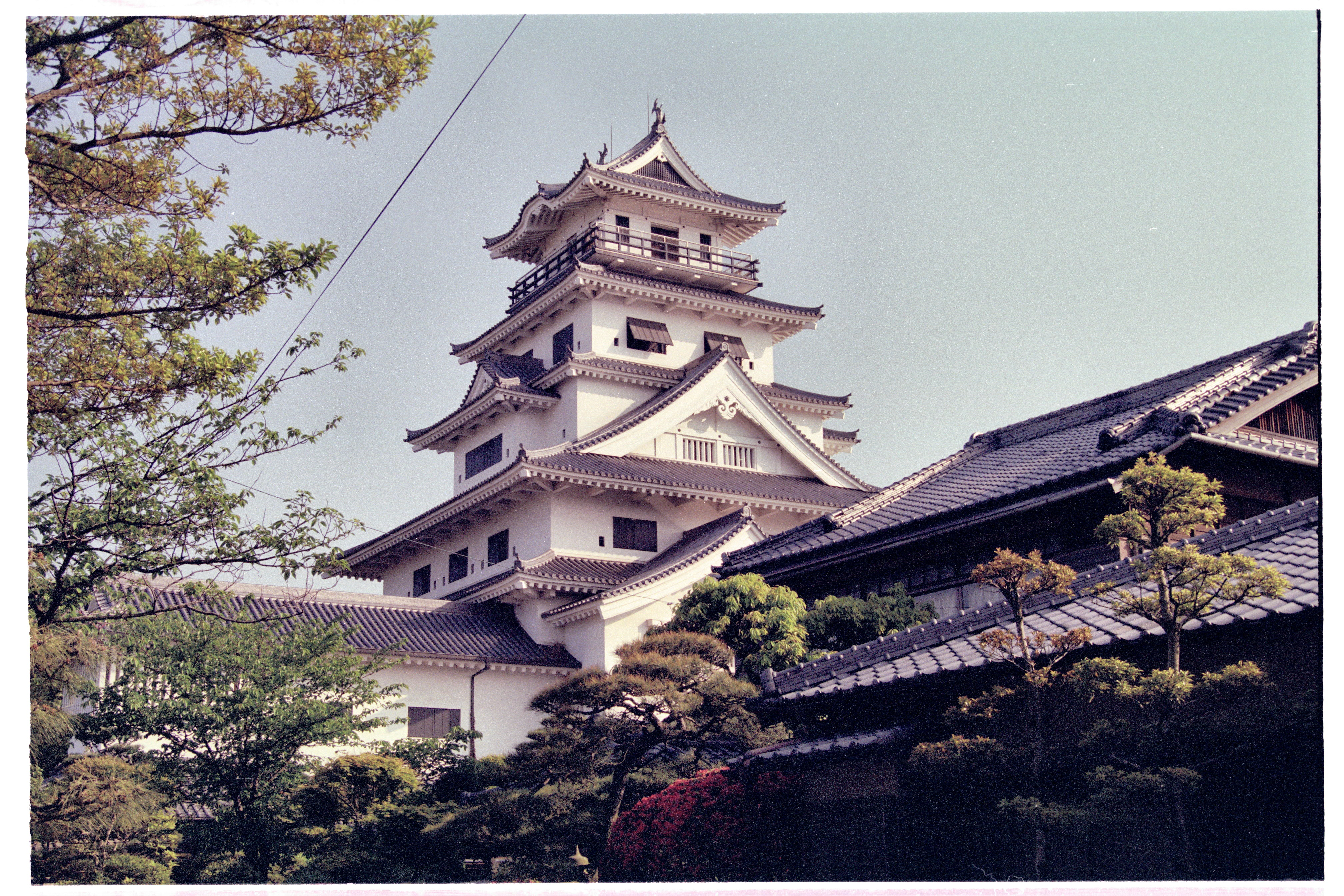
Donjon du château d'Imabari.

Le domaine d'Imabari (今治藩, Imabari-han) était un domaine féodal japonais de l'époque d'Edo situé dans la province d'Iyo, de nos jours Imabari dans Shikoku).
Durant presque toute son histoire, le domaine d'Imabari fut dirigé par le clan Hisamatsu-Matsudaira.
En 1868, il fut ordonné à la famille de renoncer à leur nom « Matsudaira » et de prendre à la place celui de « Sugarawa ».

## Liste des daimyos
- Clan Tōdō (1600-1608 ; tozama daimyo ; 200 000 koku)

1. Takatora

(Période d'intervention du tenryō)
- Clan Matsudaira (Hisamatsu) (1635-1871 ; shinpan daimyo ; 30 000 → 40 000 → 35 000 koku)

1. Sadafusa
2. Sadatoki
3. Sadanobu
4. Sadamoto
5. Sadasato
6. Sadayasu
7. Sadayoshi
8. Sadashige
9. Katsutsune
10. Sadanori

## Source de la traduction
- (en) Cet article est partiellement ou en totalité issu de l’article de Wikipédia en anglais intitulé « Imabari Domain » (voir la liste des auteurs).